# Kelen Pureza Soares
Kelen Pureza Soares ( 1979) es un ing. forestal, botánico, curador, y profesor brasileño.
Graduado en Ingeniería Forestal por la Universidad Federal de Santa María (2009), la maestría en ciencias forestales por la Universidad Federal de Santa Maria (2013) y un mestre en silvicultura por la misma casa de altos estudios. Tiene experiencia en el área de Recursos Forestales y de Ingeniería Forestal, con énfasis en Dendrología y Fitosociología, actuando sobre los siguientes temas: biología de palmeras (Arecaceae), fitosociología y dinámica de bosques, bosque caducifolio, especies forestales, bosques umbrófilas mixtas, inventario forestal y restauración de bosques de ribera y áreas degradadas.

## Algunas publicaciones
- kelen p. SOARES, solon j. LONGHI, l. WITECK NETO, l.c. ASSIS. 2014. Palmeiras (Arecaceae) no Rio Grande do Sul, Brasil. Rodriguésia 65: 113-139

- SOARES, K.P., ASSIS, L.C., GUIMARÃES, C.A. 2014. Four New Natural Hybrids of Syagrus from Brazil. Palms 58: 87-100

- SOARES, K.P., PIMENTA, R.S., GUIMARÃES, C.A. Duas novas espécies de Syagrus (Arecaceae) para o Brasil. CI. FL. 23 (3): 417-423. 2013.

- SOARES, K. P., LONGHI, S.J. Uma nova espécie de Butia (Becc.) Becc. ( Arecaceae ) para o Rio Grande do Sul, Brasil. CI. FL. 21 (2): 203-208.

## Honores

### Membresías
- de la Sociedad Botánica del Brasil

- Plantas do Nordeste[2]

- La abreviatura «K.Soares» se emplea para indicar a Kelen Pureza Soares como autoridad en la descripción y clasificación científica de los vegetales.[3]